# Gmina Brestovac
Gmina Brestovac (chorw. Općina Brestovac) – gmina w Chorwacji, w żupanii pożedzko-slawońskiej. W 2011 roku liczyła 3726 mieszkańców.